# Trnovo (canton de Sarajevo)
Pour les articles homonymes, voir Trnovo.
Trnovo (en cryillique : Трново) est une municipalité de Bosnie-Herzégovine située dans le canton de Sarajevo, fédération de Bosnie-et-Herzégovine. Selon les premiers résultats du recensement bosnien de 2013, elle compte 1 830 habitants.
La municipalité de Trnovo est l'une des neuf municipalités formant le canton de Sarajevo. Elle a comme centre administratif le village de Dejčići[réf. nécessaire].

## Localisation

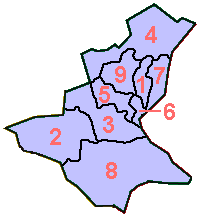
Canton de Sarajevo - Trnovo correspond au n°8.

## Relief
Le mont Bjelašnica, qui s'élève à une altitude de 2 067 m, est situé sur le territoire de la municipalité.

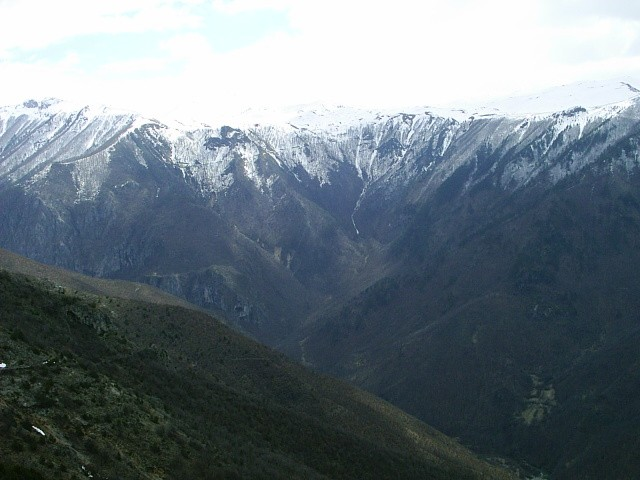
Vue du mont Bjelašnica

## Hydrologie

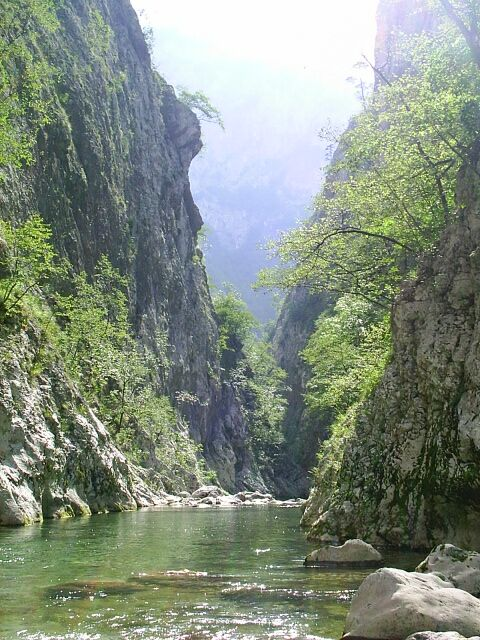
Les gorges de la Rakitnica

La municipalité abrite aussi les gorges de la rivière Rakitnica, un affluent droit de la Neretva, qui sont inscrites sur la liste des réserves de paysages naturels de Bosnie-Herzégovine.

## Histoire
L'actuelle municipalité de Trnovo dans la fédération de Bosnie-et-Herzégovine a été créée, après la guerre de Bosnie et à la suite des accords de Dayton, sur la municipalité de Trnovo d'avant-guerre qui constituait une municipalité périurbaine de la ville de Sarajevo. Elle couvre les deux tiers de l'ancien territoire municipal, le tiers restant formant désormais une municipalité séparée portant elle aussi le nom de Trnovo et située dans la république serbe de Bosnie. La ville de Trnovo proprement dite est située en république serbe de Bosnie.

## Localités

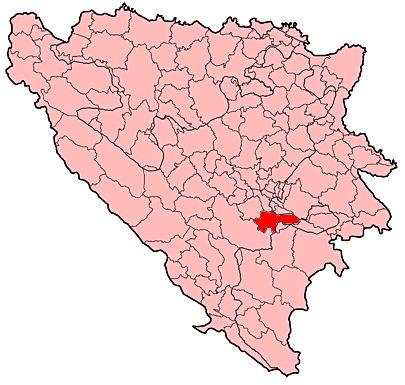
Localisation de la municipalité de Trnovo en Bosnie-Herzégovine

La municipalité de Trnovo compte 55 localités :
| - Balbašići - Bašci - Bistročaj - Bobovica - Bogatići - Boljanovići - Brda - Brutusi - Čeružići - Češina Strana - Čunčići - Dejčići - Delijaš - Divčići | - Donja Presjenica - Dujmovići - Durakovići - Godinja - Gornja Presjenica - Govedovići - Grab - Gračanica - Hamzići - Ilovice - Jelačići - Karovići - Kozija Luka - Kramari | - Krsmanići - Ledići - Lisovići - Lukavac - Mađari - Mijanovići - Milje - Obla Brda - Ostojići - Pendičići - Pomenovići - Prečani - Rakitnica - Rijeka | - Sjeverovići - Slavljevići - Šabanci - Šabići - Šišići - Trebečaj - Trnovo - Tušila - Umčani - Umoljani - Vrbovnik - Zabojska - Zagor |

## Politique
À la suite des élections locales de 2012, les 15 sièges de l'assemblée municipale se répartissaient de la manière suivante :
| Parti                                                               | Sièges |
| ------------------------------------------------------------------- | ------ |
| Parti social-démocrate (SDP)                                        | 6      |
| Parti pour la Bosnie-Herzégovine (SBiH)                             | 5      |
| Parti d'action démocratique (SDA)                                   | 2      |
| Alliance pour un meilleur avenir de la Bosnie-Herzégovine (SBB BiH) | 1      |
| Minorités nationales                                                | 1      |

Ibro Berilo, membre du Parti social-démocrate (SDP), a été élu maire de la municipalité,.

## Économie et tourisme

### Nature
La municipalité de Trnovo présente un important potentiel touristique. Le mont Bjelašnica, en particulier, est une destination populaire pour la randonnée et le ski ; la station de ski de taille moyenne qui a été développée sur les pentes de la montagne a accueilli les Jeux olympiques d'hiver de 1984. En revanche, l'agriculture reste l'activité principale du secteur.